# 17-cm-Schnelladekanone L/40 „Samuel“
Die 17-cm-SK L/40 i.R.L. auf Eisenbahnwagen  (Schnelladekanone L/40 – in Räder-Lafette auf Eisenbahnwagen) war ein schweres Geschütz der Feldartillerie des Deutschen Heeres, das im Ersten Weltkrieg zum Einsatz kam und noch 1940 von der belgischen Armee eingesetzt wurde.

## Beschreibung
Das Geschütz wurde aus der 17-cm-Schnelladekanone L/40 entwickelt. Die Rohre der Geschütze waren ursprünglich die Mittelartillerie der Linienschiffe der Braunschweig- und Deutschland-Klasse, die während des Krieges aufgrund ihrer geringen Kampfkraft, Geschwindigkeit und Standfestigkeit außer Dienst gestellt wurden. Die Geschütze wurden zunächst als Feldartillerie verwendet, hatten sich wegen des hohen Gewichts allerdings nur bedingt bewährt. Zum Transport mussten sie in drei Lasten zerlegt werden, wobei jede Last für den Pferdezug (und auch für die zur Verfügung stehenden Traktoren) bereits an den Grenzen der Leistungsfähigkeit angelangt war. Interessant für den Kampf war jedoch die hohe Reichweite der Geschütze und das relativ hohe Geschossgewicht.
Als Lösung des Problems wurde die kompletten Kanone auf einen vierachsigen Tieflade-Eisenbahnwaggon gesetzt und so die Beweglichkeit um ein Vielfaches verbessert. Dazu wurde eine spezielle Bettungslafette entworfen. Die Räder standen auf einer Plattform, das Geschütz selbst war am Drehpunkt über einen Pivotbolzen am Wagen fixiert. Der Lafettenschwanz ruhte auf einer halbkreisförmigen Auflage, so konnte durch Schwenken ein Seitenrichtbereich von jeweils 26° abgedeckt werden. Das seitliche Richten wurde über eine Zahnstange und ein Zahnrad durchgeführt. Die Bedienung erfolgte von außerhalb des Wagens. Um Schäden an den Drehgestellen während des Abschusses zu vermeiden, wurden sie im Einsatz aufgebockt. Der Höhenrichtbereich wird mit 47,5° angegeben, andere Quellen sprechen von lediglich 45°. Der Rohrrücklauf wurde über die bereits beim maritimen Einsatz vorhandene hydraulische Rücklaufvorrichtung abgefangen, die Lafette war eine einteilige Kastenholm-Lafette.

## Munitionsarten
Granate und Treibladungskartusche wurden getrennt geladen und manuell eingerammt. Es wurde Marinemunition verwendet; die Haupttreibladung befand sich in einer Messingkartusche. Bei stärkerer Ladung für größere Reichweite mussten Pulversäckchen aus Seide (die sog. Vorkartusche) vor diese eingelegt werden.
| Munitionsart                                                      | Gewicht | Sprengladung | Mündungsgeschwindigkeit | Max. Schussweite |
| ----------------------------------------------------------------- | ------- | ------------ | ----------------------- | ---------------- |
| Sprenggranate L/3 Kz. Aufschlagzünder                             | 64 kg   | 3,4 kg       | 785 m/s                 | 16,900 m         |
| Sprenggranate L/4.7 Kz. Aufschlagzünder (mit ballistischer Haube) | 62,8 kg | 6,5 kg       | 815 m/s                 | 24,020 m         |

## Einsatzgeschichte

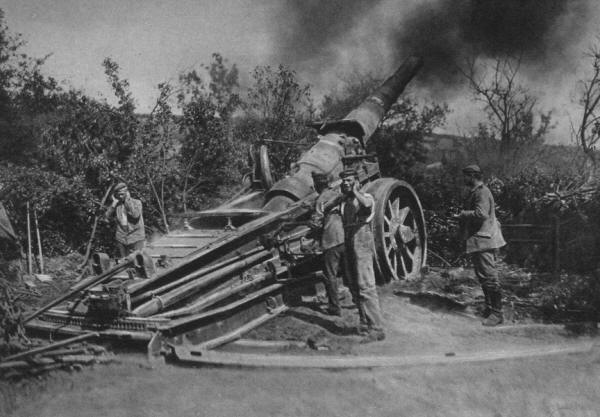
Einsatz als Feldgeschütz

Zu Beginn des Jahres 1917 wurden 30 Exemplare als Eisenbahngeschütze im Westen eingesetzt. Sie waren in 15 Batterien zu je zwei Geschützen eingestellt. Die Eisenbahnartilleriebatterien 423, 462, 478, 521, 536, 551, 642, und 797 sind nachgewiesen. Diese acht Batterien waren 1918 an der deutschen Frühjahrsoffensive beteiligt. Acht der Geschütze wurden beim deutschen Rückzug am Kriegsende zurückgelassen. Sechs fielen der belgischen Armee in die Hände, zwei den Franzosen. Insgesamt gingen 14 Geschütze an die belgische Armee, weitere 14, die sich noch in den Beständen der deutschen Truppen befanden, mussten auf Anordnung der Interalliierten Militär-Kontrollkommission im Jahr 1922 verschrottet werden.

## Einsatz in der Belgischen Armee
Die Belgische Armee verfügte 1940 über 14 dieser Geschütze, die sich alle beim 5. Armee-Artillerieregiment befanden:
- I. Abteilung

1. Batterie: 4 Geschütze
2. Batterie: 4 Geschütze
- II. Abteilung

4. Batterie: 2 Geschütze
5. Batterie: 2 Geschütze
6. Batterie: 2 Geschütze
Es kamen insgesamt nur die 4./I Batterie zweimal zum Feuern, davon wurden einmal am 25. Mai (mit nur einer Kanone) 32 Granaten auf Beveren-aan-de-Leie und am 26. Mai eine unbekannte Anzahl von Schüssen auf Oostrozebeke abgegeben. Die 5./II Batterie feuerte am 21. Mai 1940 10 Granaten nach Axel. Am 26. Mai wurden die Geschütze der 2./I in Knokke gesprengt.
Das gesamte Regiment geriet am 28. Mai in Kriegsgefangenschaft, über den Verbleib der Geschütze ist nichts bekannt, ebenso wenig über die heutige Existenz eines Exemplars.